# Laura Fernández Espeso
Laura Fernández Espeso   (Benavente, 1972) és una productora de cinema i televisió i executiva de mitjans de comunicació castellanolleonesa. Des de 2025, és la directora general de Mediapro.
Va obtenir la llicenciatura en màrqueting per la Universitat London South Bank. Es va incorporar a Globomedia el 2009. La productora va ser adquirida pel grup Mediapro el 2015, i la de Zamora va encapçalar el departament de continguts internacionals. L'any 2019, va ser nomenada directora corporativa de The Mediapro Studio, la branca de producció de Mediapro. El 2020, va esdevenir-ne la directora general de l'estudi, i el gener de 2025, va ascendir a directora general del grup.
Durant la seva etapa a The Mediapro Studio, Fernández Espeso va promoure la creació d'un màster per a guionistes, en col·laboració amb la Universitat Complutense de Madrid i l'Escola Superior de Cinema i Audiovisuals de Catalunya.

## Guardons
La publicació estatunidenca Variety va escollir-la dona de l'any del sector dels mitjans de comunicació internacionals. El febrer de 2025, va recollir el Goya a la millor pel·lícula com a productora d'El 47. El juny del mateix any, fou inclosa en la llista Forbes de les 100 dones més influents a Catalunya.